# Cristina Araújo
Cristina Araújo Gámir (Madrid-1980) es una escritora española, ganadora del Premio Tusquets de Novela en 2022 por Mira a esa chica.
Cristina Araújo nació en Madrid y se graduó en Filología Inglesa en la Universidad Complutense de Madrid. Trabajó como traductora para documentales de televisión. En 2011 marchó a Frankfurt, donde reside, por motivos laborales.
Comenzó a escribir muy pequeña. Se alejó algo de la literatura por sus ocupaciones laborales y por algún rechazo editorial a su trabajo. Con su marcha a Alemania en 2011 retomó el hábito de escritura de forma más profesional.
Su primera y única novela publicada hasta el momento es Mira a esa chica, que obtuvo el XVIII premio Tusquets de Novela en 2022, igualmente fue premiada  por el 30° "Festival du premier roman 2024" (Festival de la primera novela) de Chambéry en Francia. La obra narra una violación grupal a una joven y que tiene una cierta similitud con el caso conocido como de la manada acontecido en los Sanfermines de 2016 y que tuvo una gran repercusión social. Según manifestó Araújo una de sus obsesiones con esta novela, fue no caer en un oportunismo morboso en relación con los hechos.

## Obra
- Mira a esa chica; Tusquets (2022).